# چاپل آلرتون
چاپل آلرتون (به انگلیسی: Chapel Allerton) یک حومه شهر در بریتانیا است که در سیتی لیدز واقع شده‌است. چاپل آلرتون ۲۳٬۵۳۶ نفر جمعیت دارد.